# 恩佐·米约
恩佐·米约（法語：Enzo Millot，2002年7月17日—），法国男子足球运动员，司职中场。現效力於沙特职业足球联赛球隊吉達艾阿里。他曾代表法国国奥队参加2024年夏季奥林匹克运动会男子足球比赛，获得一枚银牌。